# Независимый кинематограф США
Независимое кино в США имеет давнюю историю. Такое кино в значительной или полной мере снимается вне системы основных киностудий и распространяется независимыми компаниями. Также независимые фильмы могут производить и/или распространять дочерние структуры крупных киностудий. Бюджеты у независимых фильмов, обычно, гораздо ниже, чем бюджеты фильмов у крупных киностудий. Как правило, сбыт независимых фильмов характеризуется ограниченным тиражом.

## История

### Кинотрест Эдисона
Компания кинопатентов (англ. Motion Picture Patents Company, M. P. P. C., более известная, как «трест Эдисона», Edison Trust) была основана в 1908 году. Трест Эдисона был создан как соглашение между конкурирующими студиями, которые держали монополию на производство фильмов и их дистрибуцию. Туда входили все основные кинокомпании того времени (Edison, Biograph, Vitagraph, Essanay, Selig, Lubin, Kalem, American Star, American Pathé), ведущий дистрибьютор (George Kleine) и крупнейший поставщик неэкспонированной киноплёнки Eastman Kodak. Ряд кинематографистов отказался присоединиться к компании либо им было отказано в доверии и их назвали «независимыми».
Во время формирования MPPC Томасу Эдисону принадлежало большинство ключевых патентов в области кинотехники. Джордж Истмен, поддержавший кинотрест, также был монополистом, производившим более 90 % общемирового количества неэкспонированной киноплёнки. MPPC требовало неукоснительного соблюдения своих патентов, постоянно вынося предписания против независимых режиссёров. В связи с этим некоторые режиссёры перенесли свои съёмки в Голливуд (Калифорния), где расстояние от основной базы Эдисона в Нью-Джерси сделало их менее доступными для MPPC и его патентов.
Edison Trust вскоре была закрыта благодаря двум решениям Верховного суда США: первый в 1912 году, который отменил патент на неэкспонированную киноплёнку, и второй в 1915 году, который отменил все патенты MPPC. Хотя этими решениями и удалось легализовать независимые фильмы и исправить де-факто запрет на небольшие кинопроизводства, независимые режиссёры, которые бежали в Южную Калифорнию, уже успели заложить основу для классического кино в Голливуде.

### Зарождение студийной системы
В начале 1910 режиссёр Д. У. Гриффит был послан компанией Biograph Company на западное побережье со своей актёрской труппой, состоявшей из актёров Суит Бланш, Лиллиан Гиш, Мэри Пикфорд, Лайонел Берримор и других. Они начали снимать на пустыре, рядом с улицей Джорджия в центре Лос-Анджелеса. В это время компания решила исследовать новые территории, преодолев несколько миль к северу, в сторону Голливуда. Маленькая деревня была доброжелательно расположена к команде кинематографистов. Гриффит создал здесь самый первый фильм, когда-либо снятый в Голливуде, In Old California, мелодраму о Калифорнии в 1800-х годах, когда она принадлежала Мексике. Компания Биограф оставалась там в течение месяца и успела сделать несколько фильмов, прежде чем вернуться в Нью-Йорк.
Во времена Edison Trust в начале 1900-х годов многие еврейские иммигранты нашли работу в киноиндустрии США. Под Edison Trust они смогли сделать карьеру в совершенно новом бизнесе. В течение нескольких лет амбициозные люди, такие, как Сэмюэл Голдвин (MGM), Гарри Кон (Columbia Pictures), Карл Леммле (Universal Pictures), Адольф Цукор (Paramount Pictures), Луис Майер и братья Уорнеры (Гарри, Альберт, Сэм и Джек) перешли на производственную сторону бизнеса. После слухов об успехе компании Биограф в Голливуде, в 1913 году многие потенциальные кинематографисты отправились на запад, чтобы избежать сборов, устанавливавшихся Edison Trust. Вскоре они стали руководителями предприятий нового типа: киностудий.
Путём создания новой системы производства, распределения и проката, которая не зависела от Edison Trust в Нью-Йорке, эти студии открыли новые горизонты для кино в Соединённых Штатах. Голливудская монополия заменила монополию Edison Trust. В рамках этой новой системы была создана иерархия, которая оставила мало места для новичков. На вершине было пять крупных студий: 20th Century Fox, Metro-Goldwyn-Mayer, Paramount Pictures, RKO Pictures и Warner Bros. Под ними были Columbia Pictures, United Artists и Universal Studios. Чуть позже появился термин «Poverty Row», который используется для обозначения любых других меньших киностудий, которым удалась борьба за своё место в кинобизнесе. Несмотря на небольшие студии «Poverty Row», которые можно охарактеризовать как существующие «независимо» от любых крупных студий, они использовали тот же самый вид вертикально и горизонтально интегрированных систем бизнеса, как крупные игроки на рынке. Однако возможен распад такой системы киностудий и ограничений, что даст возможность независимым киностудиям заполнить рынок своими продуктами категории «Poverty Row», что приведёт к исчезновению «Poverty Row» как явления Голливуда. В то время как фильмы, произведённые студиями «Poverty Row», только росли в популярности, в конечном итоге они стали более доступными, нежели фильмы крупных производственных компаний и независимых производителей, которым больше не нужно было полагаться на способности студий в плане упаковки и проката их работ.
В следующей таблице приведены категории, которые обычно используются для характеристики системы Голливуда:
| Большая пятёрка лидеров | Малая тройка лидеров | Poverty Row (топ четырёх компаний)        |
| ----------------------- | -------------------- | ----------------------------------------- |
| Metro-Goldwyn-Mayer     | United Artists       | Grand National                            |
| Paramount Pictures      | Columbia Pictures    | Republic Pictures                         |
| 20th Century Fox        | Universal Studios    | Monogram Pictures                         |
| Warner Bros.            |                      | Producers Releasing Corporation (aka PRC) |
| RKO Pictures            |                      |                                           |

### Объединение творческих людей и противостояние системам киностудий
Студийные системы быстро стали настолько сильными, что некоторые кинематографисты вновь устремились к независимости. 5 февраля 1919 г. четыре человека из ведущих фигур в американском немом кино (Мэри Пикфорд, Чарльз Чаплин, Дуглас Фэрбэнкс и Д. У. Гриффит) сформировали United Artists (UA), первую независимую студию в Америке. Каждый владел 20 % акций, а остальные 20 % принадлежали адвокату William Gibbs McAdoo. Идея столь рискового предприятия возникла у Фэрбенкса, Чаплина, Пикфорд и ковбойской звезды William S. Hart годом ранее, когда они путешествовали по США, продавая облигации, чтобы своими усилиями помочь в Первой мировой войне. Будучи ветеранами Голливуда, четыре звезды фильма заговорили о создании фирмы, чтобы усилить свой собственный контроль за своими собственными работами. Их подтолкнули к действиям голливудские продюсеры и дистрибьюторы, которые делали шаги по ужесточению контроля над зарплатами своих звёзд и творческими лицензиями. С присоединением Гриффита началось планирование, но Харт ушёл от них перед тем, как все было оформлено. «Когда он услышал об их схеме», — рассказал Richard A. Rowland, глава Metro Pictures, — он заметил: «Заключённые захватывают сумасшедший дом».
Четыре партнёра по совету Макаду (бывший министр финансов и зять тогдашнего президента Вудро Вильсона) сформировали свою дистрибьюторскую компанию с Х. Абрамсом (Hiram Abrams) в качестве первого управляющего директора. Первоначальные условия призвали Пикфорд, Фэрбенкса, Гриффита и Чаплина самостоятельно производить пять картин в год, но к тому времени, когда компания начала работу в 1920— 1921 годах, художественные фильмы становятся всё более дорогими и более изысканными, а хронометраж — около девяноста минут (или восемь барабанов с плёнкой). Считалось, что никто, независимо от популярности, не мог и принимать участие в пяти качественных художественных фильмах в год. К 1924 году Гриффит бросил компанию, и она столкнулась с кризисом: или бросить все ресурсы на поддержание дорогостоящей системы дистрибуции, или потерпеть поражение. Ветеран продюсерства Joseph Schenck был нанят в качестве президента компании. Он не только производил картины в течение десяти лет, но и взял обязательство снимать в фильмах в главной роли свою жену, Norma Talmadge, сестру жены, Constance Talmadge, и брата жены, Бастера Китона. Были подписаны контракты с рядом независимых производителей, особенно с Samuel Goldwyn, Alexander Korda и Howard Hughes. Шенк также сформировал партнёрство с Пикфорд и Чаплином, чтобы купить и построить театры под названием United Artists.
Тем не менее, даже несмотря на расширение, компания United Artists испытывала проблемы. С приходом звукового кино закончилась карьера Пикфорд и Фэрбенкса. Чаплин был уже достаточно богат и работал лишь изредка. В 1933 году Шенк и Дэррил Занук основали новую компанию Twentieth Century Pictures, которая вскоре снимала четыре картины в год (почти половину производства United Artists), а когда в 1935 году Шенку отказали в частичном владении United Artists — покинул её, устроив слияние «20th Century Pictures» и «Fox Film Corporation», в результате которого образовалась кинокомпания «20th Century Fox». На посту президента United Artists Шенка сменил бывший менеджер по продажам Александр Лихтман, который сам подал в отставку всего лишь после нескольких месяцев работы. В разное время независимые продюсеры, например, Голдвин, Корда, Уолт Дисней, Уолтер Вангер и Селзник дистрибутировали фильмы через United Artists, но к 1940 году динамика бизнеса изменилась, и эти партнёры ушли: Голдвин и Дисней в RKO, Вагнер — в Universal Pictures, а Селзник — на пенсию. Своё влияние оказало также и телевидение, вытеснявшее кинотеатры, поэтому к концу 1940 United Artists практически перестала существовать как производитель и дистрибьютор фильмов.

### Общество независимых кинопроизводителей Motion Picture
В 1941 году Мэри Пикфорд, Чарльз Чаплин, Уолт Дисней, Орсон Уэллс, Сэмюэл Голдвин, Дэвид Селзник, Александр Корда и Уолтер Вангер — многие из которых ранее были членами United Artists — основали Общество независимых кинопроизводителей, сокращённо SIMPP. Позже её членами стали также Уильям Когни, Сол Лессер и Хэл Роуч.
Основной целью SIMPP была защита интересов независимых кинематографистов в условиях доминирования студийной системы Голливуда, контролировавшей производство, дистрибуцию и прокат фильмов. Деятельность общества сыграла важную роль в ослаблении монополии пяти крепнейших киностудий, известных как «большая пятёрка».
В 1942 году SIMPP инициировала антимонопольный иск против компании United Detroit Theatres, принадлежавшей Paramount. Иск обвинял Paramount в незаконной монополизации рынка кинотеатров в Детройте. Это было первое антимонопольное дело, возбуждённое против крупных голливудских студий.
Результатом усилий независимых кинопроизводителей стало решение Верховного суда США в 1948 году, обязывавшее голливудские студии продать свои сети кинотеатров и отказаться от практик, нарушающих законы о конкуренции. Это решение фактически послужило концом «студийной системе» золотого века Голливуда.
К 1958 году SIMPP завершила свою деятельность, выполнив поставленные задачи, и прекратила существование.

### Малобюджетные фильмы
Усилиями SIMPP и с появлением недорогих портативных камер во время Второй мировой войны для любого человека в Америке, заинтересованного в создании фильмов, появилась возможность писать, производить кино напрямую без помощи крупной киностудии. Эти обстоятельства вскоре выявили, благодаря критикам, ряд выдающихся работ, в том числе «Полуденные тени» Майи Дерен 1943 года, «Фейерверки» Кеннета Энгера в 1947 и «Маленький беглец» Морриса Энгеля, Рут Оркин и Рэя Абрашкина в 1953 году. Кинематографисты: такие, как Кен Джейкобс, без специального образования начали экспериментировать с новыми способами киносъёмки.
«Маленький беглец» стал первым независимым фильмом, номинированным на Оскар за лучший оригинальный сценарий. Также он получил Серебряного Льва в Венеции. Оба фильма Энгеля и Ангера получили признание за границей от Новой Волны, а также «Фейерверки» получил похвалы и приглашения на учёбу в Европе с Жаном Кокто, и Франсуа Трюффо, который ссылался на «Маленького беглеца» в качестве важнейшего источника вдохновения для своей главной работы, «Четыреста ударов». В 1950-е годы прогрессировала новая парадигма малобюджетного кино, получившего широкое международное признание за такие фильмы, как фильм Сатьяджита Рая «Трилогия Апу», одобренный критиками (1955—1959).
В отличие от фильмов разрушенной студийной системы, эти новые низкобюджетные фильмы могли позволить себе рисковать и открывать новые художественные горизонты вне классических шаблонов Голливуда. К Майе Дерен вскоре присоединились толпы единомышленников — авангардных режиссёров из Нью-Йорка, которые были заинтересованы в создании фильмов как произведения искусства, а не средства развлечения. Основываясь на общем убеждении, что «официальному кино» «не хватает дыхания» и оно стало «безнравственными, эстетически устарело, стало тематически поверхностным, темпераментно скучным», [9] это новое поколение независимых кинематографистов образует Общество кинематографистов, перспективных художников и некоммерческих организаций, которое они будут использовать, чтобы распространять свои фильмы через централизованный архив. Основанное в 1962 году Йонасом Мекасом, Стэном Брэкиджем, Ширли Кларк, Грегори Дж. Маркопулосом и другими Общество служило основным выходом для многих творческих светил кино в 1960-х годах, в том числе для Джека Смита и Энди Уорхола. Когда Кен Ангер вернулся в Америку, он дебютировал со многими важнейшими работами. Мекас и Брэкидж продолжали работу с Anthology Film Archives в 1970 году, который также оказался необходимым условием развития и сохранения независимых фильмов и по сей день.

### Бум разработок и система рейтинга MPAA
Не все низкобюджетные фильмы существовали как некоммерческие художественные предприятия. Такие фильмы, как Little Fugitive, которые сделаны с низким (а иногда и вообще нулевым) бюджетом, пользуются огромной популярностью среди поклонников нестудийных фильмов. Низкий бюджет фильма обещает потенциально большую отдачу (в пересчёте на проценты), если фильм будет иметь успешный прокат в кинотеатрах. В это время независимый продюсер/режиссёр Роджер Корман приступил к широкому объёму работ, которые станут легендарными образцами бережливости и изнурительности графика съёмок. До своего так называемого «выхода на пенсию» в качестве менеджера в 1971 году (он продолжал производить фильмы и после) он мог производить до семи фильмов в год, что часто превышало график производства.
Как и в авангарде, фильмы Роджера Кормана использовали то преимущество, что, в отличие от студийной системы, независимые фильмы никогда не были связаны кодексом Хейса. Пример Кормана (а также других, подобных ему продюсеров) помог создать бум на независимые фильмы категории B в 1960-х годах, основной целью которых было закрепиться на молодёжном рынке, с которым крупные студии потеряли связь. Обещая секс, бессмысленное насилие, употребление наркотиков и наготу, эти фильмы надеялись привлечь аудиторию в независимые кинотеатры, предлагая показать им то, что крупные студии не могли. Фильмы ужасов и научная фантастика переживали период огромного спроса в течение этого времени. Поскольку это были крошечные производители, кинотеатры и дистрибьюторы продолжали попытки подорвать друг друга, B-классовые фильмы, в отношении производственных затрат, вскоре упали до уровня фильмов категории Z. Популярность этих картин вскоре сделала такие фильмы идеальными для полуночных кинопоказов.
В 1968 году молодой режиссёр по имени Джордж Ромеро шокировал публику фильмом «Ночь живых мертвецов» (Night of the Living Dead) с новым видом напряжённости и беспощадности в независимых фильмах ужасов. Этот фильм был выпущен сразу после отказа от кодекса Хейса, но до принятия системы рейтинга MPAA. По существу, это был первый и последний фильм в своём роде, который прошёл полностью неограниченным прокатом, в котором маленькие дети смогли стать свидетелями реалистичных кровавых сцен. Этот фильм помог установить атмосферу независимых ужасов на десятилетия вперед, а такие фильмы, как «Техасская резня бензопилой» (1974) и «Ад каннибалов» (1980), вырывались за границы жанра.
После отказа от кодекса Хейса страшные и жестокие фильмы стали набирать популярность, поэтому Голливуд решил успокоить взволнованную публику системой рейтингов MPAA, которая смогла наложить ограничения на продажу билетов для молодёжи. В отличие от кодекса Хейса, эта рейтинговая система представляла угрозу для независимых фильмов тем, что она повлияла на количество билетов, которые они могли продать в кинотеатрах-грайндхаусах. Это изменение способствовало дальнейшему расширению пропасти между коммерческим и некоммерческим кино.

### Новый Голливуд и независимое кинопроизводство
Следом за телевидением и делом Paramount в 1948 году, крупные студии пытались заманивать зрителей эффектным зрелищем. Экранные уловки, широкоформатные показы и технические усовершенствования, такие, как CinemaScope, стереозвук, 3-D и другие, были изобретены для того, чтобы остановить сокращение аудитории, давая зрителям больше, чем их жизненный опыт.
В 1950-х и начале 1960-х годов в Голливуде доминируют мюзиклы, исторические эпосы и другие подобные фильмы. Они оказались коммерчески жизнеспособными в течение большей части 1950-х годов. Тем не менее, к концу 1960-х годов доля аудитории сокращается с угрожающей скоростью. Несколько дорогостоящих провалов, в том числе «Клеопатра» и «Хелло, Долли!» вызвали серьёзное беспокойство в студии. Между тем, в 1951 году, юристы, ставшие продюсерами Arthur Krim и Robert Benjamin, заключили сделку с остальными акционерами United Artists, которая позволила им сделать попытку возродить компанию и, если попытка будет успешной, купить её после пяти лет. Попытка оказалась успешной, и в 1955 году United Artists стала первой студией без фактической студии. UA арендовали площади на Пикфорд/Фэрбенкс студии, но не владели студией как таковой. Из-за этого, многие из их фильмов будут тут же «завёрнуты». В первую очередь, выступая в качестве банкиров, они предложили денег независимым производителям. Таким образом, UA не имеют накладных расходов, технического обслуживания или дорогого производственного персонала, затраты на которые начислялись в других студиях. UA стала публичной в 1956 году, и, в отличие от других крупных киностудий, пришедших в упадок, UA процветала, укрепив отношения с Mirisch brothers, Billy Wilder, Joseph E. Levine и другими.
К середине 1960-х годов RKO рухнула полностью, а остальные четыре из большой пятёрки признали, что они не знают, как достучаться до молодёжной аудитории. Иностранные фильмы, особенно европейское и японское кино, переживали бум популярности у молодых людей, которые были заинтересованы в фильмах с нетрадиционными вещами и новыми повествовательными структурами. Они, как и американские независимые фильмы, были обременены кодом продукции. В попытке захватить эту аудиторию студии наняли множество молодых кинематографистов (многие из которых были учениками Роджера Кормана) и позволили им сделать свои фильмы с относительно небольшим вмешательством студий в процесс.
В 1967 году Warner Brothers предложила начинающему продюсеру Уоррену Битти 40 % прибыли с его фильма «Бонни и Клайд», а не минимальную плату. Фильм собрал более 70 миллионов долларов по всему миру к 1973 году. Этот изначальный успех проложил путь студии к тому, чтобы практически отказаться от полного контроля поколения киношколы и начал то, что СМИ окрестили «Новый Голливуд».
16 мая 1969 Деннис Хоппер, молодой американский актёр, сделал сценарный и режиссёрский дебют с фильмом «Проходимец». Вместе со своим продюсером/соактёром/соавтором Питером Фонда Хоппер был ответственен за один из первых полностью независимых фильмов Нового Голливуда. «Easy Rider» дебютировал в Каннах и получил «First Film Award» ("Prix de la premiere oeuvre "), после чего он получил две номинации на Оскар, одна за лучший оригинальный сценарий, а другая Джеку Николсону в роли адвоката-алкоголика из American Civil Liberties Union.
Следуя по стопам «Easy Rider», чуть более недели спустя был возрождён фильм «Полуночный ковбой» компании United Artists. Он стал первым и единственным фильмом X-рейтинга, который выиграл премию Американской киноакадемии за лучший фильм. В «Полуночном ковбое» приняли участие в эпизодических ролях многие из суперзвёзд Энди Уорхола, которые уже стали символами антиголливудских настроений среди независимого киносообщества Нью-Йорка.
В течение месяца другой молодой стажёр Кормана, Фрэ́нсис Форд Ко́ппола, дебютировал в Испании в Donostia-San Sebastian International Film Festival с лентой «Люди дождя» и фильм, который он снял с помощью собственной компании, American Zoetrope. Хотя «Люди дождя» в значительной степени игнорируются американской аудиторией, American Zoetrope стала мощной силой в Новом Голливуде. Через Zoetrope Коппола сформировал дистрибьюторское соглашение с гигантской студией Уорнер Бразерс, которое он использовал для широких релизов своих фильмов, работая без контроля студии.
Это дало пример для подражания крупным голливудским студиям и возможность извлечь из нового поколения новые таланты. В 1971 году соучредитель Zoetrope Джордж Лукас совершил свой дебют с художественным фильмом «Галактика THX 1138», релизом которого занимался Zoetrope. Тем самым Лукас заявил о себе, как об ещё одном серьёзном таланте Нового Голливуда. К следующему году лидеры новой голливудской революции сделали себе имена, и Копполе был предложен парамаунтский трёхсерийный гангстерский эпос «Крёстный отец». Тем временем Лукас получил финансирование для студии Американские граффити от Universal. В середине 1970-х годов крупные голливудские студии продолжают использовать этих новых режиссёров, производя своеобразные, поразительные и оригинальные фильмы, такие, как «Бумажная Луна», «Собачий полдень» и «Таксист», каждый из которых встречался с огромным коммерческим успехом и положительными отзывами критиков. Успехи членов нового Голливуда привели в итоге к возрастанию непомерных требований, как от студий, так и от аудитории.
Часто кажется, что все члены нового поколения Голливуда были независимыми режиссёрами. Хотя все вышеупомянутые начинали со значительными претензиями на высокий титул, почти все основные их фильмы обычно были проектами студий. Новое поколение Голливуда вскоре прочно вошло в возрождённое воплощение системы студий, которые финансировали разработку, производство и распространение своих фильмов. Очень немногие из этих режиссёров когда-либо финансировались независимо или выпускали фильм самостоятельно, или когда-либо работали с независимым финансированием производства. Вероятно, независимые фильмы, такие, как «Таксист», «Последний киносеанс» и другие, были студийными фильмами: сценарии были заказаны и впоследствии оплачены студиями, производство и финансирование было из студий, а также маркетинг и распространение фильма были разработаны и управлялись студиями. Хотя Коппола приложил значительные усилия, чтобы противостоять влиянию студии, предпочитая финансировать сам свой рискованный фильм 1979 года «Апокалипсис сегодня», не пойдя на компромисс со скептически настроенными руководителями студий, он и фильмейкеры спасли старые студии от финансового краха, предоставив им новую формулу успеха.
Действительно, именно в этот период само определение независимого кино стало размытым. Хотя «Полуночный ковбой» был профинансирован United Artists, компания была, конечно, студией. Кроме того, Zoetrope был ещё одной «независимой студией», которая работала в системе, чтобы создать пространство для независимых режиссёров, которым необходимо финансирование. Джордж Лукас оставил Zoetrope в 1971 году, создав свою собственную независимую студию, «Lucasfilm, которая впоследствии будет производить блокбастеры Звёздные войны» и франшизу Индиана Джонс. По сути, есть только два фильма, которые могут быть описаны как бескомпромиссно независимое кино — это «Беспечный ездок» и «Все они смеялись» Питера Богдановича. Богданович выкупил права у студии на свой фильм в 1980 и заплатил за его распространение из своего кармана, убеждённый, что картина была гораздо лучше, чем посчитала студия — в итоге он обанкротился из-за этого.
Оглядываясь назад, можно сказать, что «Челюсти» (1975) Стивена Спилберга и «Звёздные войны» (1977) Джорджа Лукаса положили начало конца для Нового Голливуда. С их беспрецедентными кассовыми успехами эти фильмы стали толчком для голливудских блокбастеров, давая студиям новый образец того, как делать деньги в этом меняющемся коммерческом пространстве. Акцент на высоко концептуальные торговые помещения с большей концентрацией товаров (например, игрушек), побочные товары, например, саундтреки, а также использование сиквелов (которые стали более востребованными после Крёстного отца 2 Копполы) — всё это показало студиям, как заработать деньги в новых условиях.
Поняв, сколько денег потенциально может быть заработано на фильмах, крупные корпорации начали скупать оставшиеся голливудские киностудии, спасая их от забвения, постигшее RKO в 1950-х годах. В итоге даже RKO был возрождён. Корпоративный менталитет этих компаний заставил кинопроизводственный бизнес медленно выжимать все соки из молодых уникальных кинематографистов, работая с более гибкими и коммерчески успешными из них. Как и ранние независимые кинематографисты, бежавшие от Edison Trust, чтобы сформировать старый Голливуд, молодые выпускники киношкол, которые бежали от студий, чтобы изучить съёмки на локациях, неореалистические стили и структуры, закончили заменой тиранов, которых они стремились вытеснить с более стабильной и всепроникающей базы власти.

### За пределами Голливуда
С 1970-х годов американское кино довольно реалистично изображало секс и насилие. Режиссёры, которые хотели достичь массовой аудитории старого Голливуда, быстро научились стилизовать эти темы, чтобы сделать свои фильмы привлекательными и заманчивыми, а не отталкивающими или непристойными. Тем не менее, в то же время либеральные студенты Американской новой волны развивали новые навыки, которые они впоследствии использовали для того, чтобы взять Голливуд на себя; многие из их одноклассников начали развиваться в другом направлении. Под влиянием иностранных артхаусных режиссёров (таких, как Ingmar Bergman и Federico Fellini), которые эксплуатировали шокирующие сцены в своих фильмах (в том числе Joseph P. Mawra, Michael Findlay и Henri Pachard) и тех, кто ходил по грани (Kenneth Anger, и др.), многие молодые кинематографисты начали экспериментировать с нарушениями не для кассовости, а для художественного акта. Такие режиссёры, как John Waters и Дэвид Линч сделали себе имя в начале 1970-х годов на странных и часто тревожных образах, которые характерны для их фильмов.
Когда первый фильм Линча «Голова-ластик» 1977 года привлёк внимание продюсера Мела Брукса, Линч вскоре смог приступить к фильму «Человек-слон» для Paramount за 5 миллионов долларов. Фильм имел огромный коммерческий успех и получил восемь номинаций киноакадемии, включая лучшую режиссуру и лучший адаптированный сценарий. Фильм также показал себя коммерчески жизнеспособным. Видя Линча в качестве нового сотрудника студии, Джордж Лукас, фанат фильма «Голова-ластик», предложил Линчу возможность снять свои следующие «Звёздные войны. Эпизод VI: Возвращение джедая». Тем не менее, Линч видел, что случилось с Лукасом и его товарищами по оружию после неудачной попытки покончить со студийной системой. Он отказался от этой возможности, заявив, что предпочёл бы работать над своими собственными проектами.
Вместо этого Линч выбрал работу над адаптацией фантастического романа Фрэнка Герберта «Дюна» для De Laurentiis Entertainment Group, при условии, что компания выпустит второй проект Линча, над которым режиссёр будет иметь полный творческий контроль. Хотя Dino De Laurentiis надеялся, что новым проектом будут следующие «Звездные войны», «Дюна» (1984) Линча провалилась в прокате при стоимости 45 млн долл., собрав лишь 27,4 млн долл. на внутреннем рынке. Производитель был в ярости от того, что теперь он будет вынужден позволить Линчу сделать любой фильм, который он только захочет. Он предложил Линчу всего 6 млн долл., полагая, что так сможет избавиться от режиссёра. Однако, фильм «Синий бархат» имел ошеломляющий успех. Линч впоследствии вернулся к своим независимым корням и не работал с другими крупными студиями уже более десяти лет.
Другими ключевыми игроками в этом движении были Kembra Pfahler, Casandra Stark, Beth B, Tommy Turner, Richard Kern и Lydia Lunch. Сплотившись вокруг таких институтов, как Общество кинематографистов и Anthology Film Archives, это новое поколение независимых кинематографистов посвятило себя созданию нового Голливуда, сообщив, что «все киношколы будут взорваны, а все скучные фильмы никогда не будут сделаны снова».

## Движение «инди-фильмы»
С 1990-х годов наблюдался подъём и успех независимого кино не только на кинофестивалях, но и в кассовых сборах, а при участии таких актёров, как Брюс Уиллис, Джон Траволта и Тим Роббинс, независимые фильмы стали популярны и у голливудских студий. Черепашки-ниндзя кинокомпании New Line Cinema в 1990 году собрали более 100 млн долл. в США, что делает его наиболее кассово-успешным инди-фильмом в истории. У Miramax Films были такие хиты, как «Секс, ложь и видео», «Моя левая нога» и «Клерки», что причисляет Miramax и New Line Cinema к большим компаниям, приобретающим успешные независимые студии. В 1993 году Disney купил Miramax за 60 млн долл. Turner Broadcasting в 1994 году приобрела, в миллиардной сделке, New Line Cinema, Fine Line Features и Castle Rock Entertainment. Приобретение оказалось хорошим шагом для Turner Broadcasting. Когда New Line в 1994 году выпустила «Маску» и «Тупой и ещё тупее», Castle Rock выпустил «Побег из Шоушенка», а Miramax «Криминальное чтиво».
Приобретение небольших студий голливудскими компаниями было связано с планами зайти на поле независимой киноиндустрии и в то же время основать свои собственные независимые студии. Ниже приведены инди-студии, принадлежащие конгломерату Голливуда:
- Sony Pictures Classics 1992
- Fox Searchlight Pictures 1995
- Paramount Vantage 1998
- Focus Features 2002
- Warner Independent Pictures 2003[1]

К началу 2000-х годов Голливуд производил три различные категории фильмов и создавал три разных класса художественных фильмов с помощью трёх различных типов производителей.
1) Крупнобюджетные блокбастеры.
Высококачественные продукты (крупнобюджетные блокбастеры с дорогостоящими звездами и автомобилями) производили шесть основных кинокомпаний. Бюджеты крупных студий на съёмки составляли примерно $ 100 млн, при этом около одной трети студии потратили на маркетинг из-за большого релиза.
2) Малобюджетные художественные фильмы, созданные независимыми кинематографистами.
Другой класс голливудских фильмов включает в себя художественные фильмы, произведённые независимыми кинематографистами. Бюджеты на эти инди-фильмы в среднем составляют $ 40 млн в начале 2000-х годов, плюс с $ 10 млн до $ 15 млн на маркетинговые расходы.
3) Жанровые и специальные фильмы, снятые истинными инди-студиями и производителями.
Эта категория состоит из жанровых фильмов, созданных независимыми производителями-дистрибьюторами лишь для нескольких десятков или, возможно, несколько сотен релизов на некоторых городских рынках. Такие фильмы обычно стоят меньше $ 10 млн, но часто менее $ 5 млн, с небольшим бюджетом на маркетинг.

## Современность
В связи с большим объёмом недорогого цифрового кинооборудования, доступного на потребительском уровне, независимые режиссёры уже не зависят от крупных студий и их оборудования, необходимого для создания фильма. Благодаря снижению затрат на технологии, тысячи малых производственных компаний могут получить ресурсы, необходимые для создания развлекательных фильмов. Постпродакшн также был упрощён с помощью программ для нелинейного монтажа, доступного для домашних компьютеров.
В настоящее время основными студиями Голливуда являются так называемые пять «Студий золотого века». Их продукция по-прежнему характеризуется знакомыми историями и консервативностью в кастинге и съёмках. Такие компании, как Lucasfilm, продолжают существовать, софинансируя свои производства и партнёрские отношения с большой шестёркой студий для дистрибуции. На самом деле, софинансирование стало растущей тенденцией в современном Голливуде. Более чем две трети фильмов, выпущенных Warner Bros. в 2000 году, финансировались как совместные предприятия (по сравнению с 10 % в 1987 году).
В попытке нажиться на буме независимых фильмов, большая шестёрка сегодняшних крупных студий создала ряд независимых дочерних компаний для создания менее коммерческих, но более управляемых по характеру и содержанию фильмов, которые привлекают растущее внимание рынка к артхаусу. К таким компаниям относятся MGM, UA (under MGM), New Line Cinema, HBO Films, Castle Rock Entertainment, Disneynature, DreamWorks, Sony Pictures Classics, Fox Searchlight Pictures, Miramax Films, Warner Independent Pictures, Picturehouse, Paramount Classics/Paramount Vantage, Go Fish Pictures (under DreamWorks), Focus Features, Screen Gems, TriStar Pictures, Destination Films, Fox Faith, Fox Atomic, Gener8Xion Entertainment, Hollywood Pictures, Rogue Pictures, Five & Two Pictures, New Name Pictures, Sherwood Pictures.
Растущая популярность и возможности малобюджетных фильмов за последние 15 лет привели к огромному увеличению числа кинематографистов и устремлённых людей, которые написали сценарии и синопсисы и которые надеются найти несколько миллионов долларов на то, чтобы превратить свой сценарий в успешный независимый фильм, такой, как Бешеные псы, Маленькая мисс Счастье или Джуно. Такие кинематографисты часто работают на дневных работах, пока они продвигают свои сценарии независимого фильма в производственные компании, агентам по поиску талантов и богатым инвесторам. Их мечты гораздо более достижимы, чем они были до революции независимого фильма, потому что больше нет необходимости заручаться поддержкой крупных студий для того, чтобы получить доступ к миллионам долларов и сделать свой фильм.
Независимое кинопроизводство привело к снижению спроса на короткометражные фильмы и кинофестивали короткого метра. Полнометражные фильмы часто представлены на кинофестивалях, таких как HANDMOVIE, Slamdance Film Festival, South By Southwest, Raindance Film Festival, ACE Film Festival или Каннский кинофестиваль. Лауреаты премий этих фестивалей, наиболее вероятно, будут замечены крупными киностудиями.
Следующие студии считаются наиболее известными в сфере современных независимых студий (они используются для производства/съёмок независимых фильмов и иноязычных фильмов в Америке):
- Film4 Productions
- Lions Gate Films
- Summit Entertainment
- Overture Films (out of business)
- Hannover House
- IFC Films
- Samuel Goldwyn Films
- The Weinstein Company/Dimension Films
- Magnolia Pictures
- Palm Pictures
- Tartan Films
- Newmarket Films
- ThinkFilm
- Troma Entertainment
- Maverick Entertainment Group
- First Look Studios (вышли из бизнеса)
- Image Entertainment
- Maya Entertainment
- Entertainment One
- Phase 4 Films
- Yari Film Group
- Screen Media Films
- LD Entertainment
- Millennium Entertainment

В дополнение к этим независимым студиям более высокого профиля существуют тысячи небольших компаний, которые производят независимые фильмы каждый год. Эти мелкие компании стремятся выпустить свои фильмы в кинотеатрах своего штата и, найдя дополнительное финансирование и ресурсы для дистрибуции и рекламы, выставляют свои проекты в масштабах всей страны. На видеорынке нечасто встречаются качественные художественные работы, но среди многочисленных лент были амбициозные независимые фильмы, которые не смогли достичь кинопроката. Сейчас идет чёткое распределение между фильмами, которые будут продаваться только на DVD, и полнометражными видео, основной канал сбыта которых является полностью электронным.
В 1981 году Роберт Редфорд учредил американский институт независимого кино «Сандэнс», который с января 1985 года проводит одноимённый международный кинофестиваль
Одна треть всех американских независимых фильмов производится в Нью-Йорке.
известные произведения
Криминальное чтиво (1994, реж. К.Тарантино, Мирамакс)

### Технологии производства
С появлением потребительских видеокамер в 1985 году, и что более важно, с появлением цифрового видео в начале 1990-х годах снизился барьер для технологии производства кино.
Независимое кино развивалось в 1990-х и 2000-х годов и стимулировалось целым рядом факторов, в том числе разработкой доступных цифровых кинокамер, которые могли посоперничать с 35-мм плёнкой высокого качества, плюс простым в использовании компьютерным программным обеспечением для монтажа.
До того, как цифровые альтернативы стали доступными, стоимость профессионального оборудования и инвентаря для создания фильмов была серьёзным препятствием для независимых режиссёров, которые хотели делать своё собственное кино (в 2002 году стоимость 35-мм киноплёнки поднялась на 23 %, в зависимости от её типа).
Персональные компьютеры и нелинейный монтаж резко сократили расходы на постпродакшн, в то время как технологии, такие как DVD, Blu-Ray диски и онлайн-видеосервисы упростили дистрибуцию. Даже 3-D технология сейчас доступна для малобюджетных независимых режиссёров.
Благодаря новым технологиям, таким как Arri Alexa, RED Epic, и множества новых зеркальных фотокамер, независимые фильммейкеры могут создать кадры, которые выглядят как 35-мм плёнка, но без той высокой стоимости. Эти камеры также хорошо работают в условиях низкой освещенности. В 2008 году Canon выпустила первую цифровую зеркальную фотокамеру, Canon EOS 5D Mark II, которая могла снимать видео высокого разрешения. С созданием 5D Mark II, и последующих «зеркалок», снимающих видео, у независимых режиссёров появилась возможность снимать видео с разрешением 1920x1080 пикселей в прогрессивной развёртке (1080p) и 24 кадрами в секунду (данная частота кадров считается стандартом в кино). Кроме того, эти фотокинокамеры позволяют осуществлять больший контроль над глубиной резкости, большие возможности при низком освещении и большее разнообразие сменных объективов — вещи, которые независимые режиссёры ждали в течение многих лет.
В дополнение к новым цифровым камерам, независимые кинематографисты выигрывают от нового программного обеспечения для монтажа. Вместо необходимости использовать студии постпродакшена для монтажа, независимые кинематографисты теперь могут использовать персональный компьютер и программное обеспечение для дешёвого монтажа своих фильмов. Программное обеспечение для монтажа, в которое входят Avid Media Composer, Adobe Premiere Pro, Final Cut Pro, (Color Grading Software) DaVinci Resolve и многое другое. Эти новые технологии позволяют независимым кинематографистам создавать фильмы, которые сопоставимы с высокобюджетными фильмами.
Режиссёр Фрэнсис Форд Коппола является давним сторонником новых технологий, таких как нелинейный монтаж и цифровые камеры. В 2007 году он сказал, что «побег кино из под контроля финансистов — это замечательная вещь. Вам не нужно скитаться с протянутой рукой по дистрибьюторам и говорить: „Пожалуйста, позвольте мне сделать фильм“».